# Llista d'asteroides/199201-199300
| Nom      | Designació provisional | Data de descobriment | Lloc de descobriment | Descobridor/s            |
| -------- | ---------------------- | -------------------- | -------------------- | ------------------------ |
| 199201 - | 2006 AP10              | 4 de gener de 2006   | Catalina             | CSS                      |
| 199202 - | 2006 AE11              | 4 de gener de 2006   | Mount Lemmon         | Mount Lemmon Survey      |
| 199203 - | 2006 AZ17              | 5 de gener de 2006   | Socorro              | LINEAR                   |
| 199204 - | 2006 AT18              | 5 de gener de 2006   | Kitt Peak            | Spacewatch               |
| 199205 - | 2006 AB19              | 5 de gener de 2006   | Kitt Peak            | Spacewatch               |
| 199206 - | 2006 AN19              | 4 de gener de 2006   | Mount Lemmon         | Mount Lemmon Survey      |
| 199207 - | 2006 AB20              | 5 de gener de 2006   | Catalina             | CSS                      |
| 199208 - | 2006 AX20              | 5 de gener de 2006   | Catalina             | CSS                      |
| 199209 - | 2006 AR21              | 5 de gener de 2006   | Catalina             | CSS                      |
| 199210 - | 2006 AS21              | 5 de gener de 2006   | Catalina             | CSS                      |
| 199211 - | 2006 AW21              | 5 de gener de 2006   | Catalina             | CSS                      |
| 199212 - | 2006 AH22              | 5 de gener de 2006   | Catalina             | CSS                      |
| 199213 - | 2006 AK22              | 5 de gener de 2006   | Catalina             | CSS                      |
| 199214 - | 2006 AY27              | 5 de gener de 2006   | Mount Lemmon         | Mount Lemmon Survey      |
| 199215 - | 2006 AF29              | 6 de gener de 2006   | Anderson Mesa        | LONEOS                   |
| 199216 - | 2006 AJ29              | 6 de gener de 2006   | Mount Lemmon         | Mount Lemmon Survey      |
| 199217 - | 2006 AO30              | 4 de gener de 2006   | Catalina             | CSS                      |
| 199218 - | 2006 AL32              | 5 de gener de 2006   | Anderson Mesa        | LONEOS                   |
| 199219 - | 2006 AO37              | 4 de gener de 2006   | Kitt Peak            | Spacewatch               |
| 199220 - | 2006 AD41              | 7 de gener de 2006   | Kitt Peak            | Spacewatch               |
| 199221 - | 2006 AD42              | 6 de gener de 2006   | Kitt Peak            | Spacewatch               |
| 199222 - | 2006 AR42              | 6 de gener de 2006   | Kitt Peak            | Spacewatch               |
| 199223 - | 2006 AO43              | 6 de gener de 2006   | Mount Lemmon         | Mount Lemmon Survey      |
| 199224 - | 2006 AF45              | 2 de gener de 2006   | Catalina             | CSS                      |
| 199225 - | 2006 AC47              | 6 de gener de 2006   | Catalina             | CSS                      |
| 199226 - | 2006 AL48              | 8 de gener de 2006   | Mount Lemmon         | Mount Lemmon Survey      |
| 199227 - | 2006 AO49              | 5 de gener de 2006   | Kitt Peak            | Spacewatch               |
| 199228 - | 2006 AN52              | 5 de gener de 2006   | Anderson Mesa        | LONEOS                   |
| 199229 - | 2006 AY58              | 4 de gener de 2006   | Mount Lemmon         | Mount Lemmon Survey      |
| 199230 - | 2006 AV65              | 8 de gener de 2006   | Kitt Peak            | Spacewatch               |
| 199231 - | 2006 AB66              | 8 de gener de 2006   | Mount Lemmon         | Mount Lemmon Survey      |
| 199232 - | 2006 AF68              | 5 de gener de 2006   | Mount Lemmon         | Mount Lemmon Survey      |
| 199233 - | 2006 AT68              | 5 de gener de 2006   | Mount Lemmon         | Mount Lemmon Survey      |
| 199234 - | 2006 AC70              | 6 de gener de 2006   | Kitt Peak            | Spacewatch               |
| 199235 - | 2006 AU72              | 6 de gener de 2006   | Kitt Peak            | Spacewatch               |
| 199236 - | 2006 AA73              | 7 de gener de 2006   | Mount Lemmon         | Mount Lemmon Survey      |
| 199237 - | 2006 AJ74              | 5 de gener de 2006   | Anderson Mesa        | LONEOS                   |
| 199238 - | 2006 AM77              | 6 de gener de 2006   | Kitt Peak            | Spacewatch               |
| 199239 - | 2006 AQ77              | 6 de gener de 2006   | Mount Lemmon         | Mount Lemmon Survey      |
| 199240 - | 2006 AW84              | 6 de gener de 2006   | Anderson Mesa        | LONEOS                   |
| 199241 - | 2006 AC85              | 6 de gener de 2006   | Socorro              | LINEAR                   |
| 199242 - | 2006 AK86              | 6 de gener de 2006   | Catalina             | CSS                      |
| 199243 - | 2006 AO90              | 6 de gener de 2006   | Kitt Peak            | Spacewatch               |
| 199244 - | 2006 AK91              | 7 de gener de 2006   | Kitt Peak            | Spacewatch               |
| 199245 - | 2006 AR92              | 7 de gener de 2006   | Mount Lemmon         | Mount Lemmon Survey      |
| 199246 - | 2006 AJ97              | 5 de gener de 2006   | Catalina             | CSS                      |
| 199247 - | 2006 AE98              | 5 de gener de 2006   | Mount Lemmon         | Mount Lemmon Survey      |
| 199248 - | 2006 AM100             | 8 de gener de 2006   | Mount Lemmon         | Mount Lemmon Survey      |
| 199249 - | 2006 AZ101             | 5 de gener de 2006   | Mount Lemmon         | Mount Lemmon Survey      |
| 199250 - | 2006 AE102             | 8 de gener de 2006   | Mount Lemmon         | Mount Lemmon Survey      |
| 199251 - | 2006 BZ                | 18 de gener de 2006  | Palomar              | NEAT                     |
| 199252 - | 2006 BF2               | 20 de gener de 2006  | Kitt Peak            | Spacewatch               |
| 199253 - | 2006 BN2               | 20 de gener de 2006  | Kitt Peak            | Spacewatch               |
| 199254 - | 2006 BU2               | 20 de gener de 2006  | Catalina             | CSS                      |
| 199255 - | 2006 BB4               | 21 de gener de 2006  | Kitt Peak            | Spacewatch               |
| 199256 - | 2006 BQ5               | 21 de gener de 2006  | Mount Lemmon         | Mount Lemmon Survey      |
| 199257 - | 2006 BW9               | 20 de gener de 2006  | Kitt Peak            | Spacewatch               |
| 199258 - | 2006 BN11              | 20 de gener de 2006  | Kitt Peak            | Spacewatch               |
| 199259 - | 2006 BF12              | 21 de gener de 2006  | Mount Lemmon         | Mount Lemmon Survey      |
| 199260 - | 2006 BJ12              | 21 de gener de 2006  | Anderson Mesa        | LONEOS                   |
| 199261 - | 2006 BN12              | 21 de gener de 2006  | Kitt Peak            | Spacewatch               |
| 199262 - | 2006 BB13              | 21 de gener de 2006  | Mount Lemmon         | Mount Lemmon Survey      |
| 199263 - | 2006 BB14              | 22 de gener de 2006  | Mount Lemmon         | Mount Lemmon Survey      |
| 199264 - | 2006 BC14              | 22 de gener de 2006  | Mount Lemmon         | Mount Lemmon Survey      |
| 199265 - | 2006 BT15              | 22 de gener de 2006  | Mount Lemmon         | Mount Lemmon Survey      |
| 199266 - | 2006 BC20              | 22 de gener de 2006  | Anderson Mesa        | LONEOS                   |
| 199267 - | 2006 BW20              | 22 de gener de 2006  | Mount Lemmon         | Mount Lemmon Survey      |
| 199268 - | 2006 BB22              | 22 de gener de 2006  | Mount Lemmon         | Mount Lemmon Survey      |
| 199269 - | 2006 BZ22              | 22 de gener de 2006  | Mount Lemmon         | Mount Lemmon Survey      |
| 199270 - | 2006 BC29              | 23 de gener de 2006  | Socorro              | LINEAR                   |
| 199271 - | 2006 BU30              | 20 de gener de 2006  | Kitt Peak            | Spacewatch               |
| 199272 - | 2006 BS31              | 20 de gener de 2006  | Kitt Peak            | Spacewatch               |
| 199273 - | 2006 BV31              | 20 de gener de 2006  | Kitt Peak            | Spacewatch               |
| 199274 - | 2006 BW31              | 20 de gener de 2006  | Kitt Peak            | Spacewatch               |
| 199275 - | 2006 BU32              | 21 de gener de 2006  | Kitt Peak            | Spacewatch               |
| 199276 - | 2006 BY33              | 21 de gener de 2006  | Kitt Peak            | Spacewatch               |
| 199277 - | 2006 BA34              | 21 de gener de 2006  | Kitt Peak            | Spacewatch               |
| 199278 - | 2006 BV37              | 23 de gener de 2006  | Mount Lemmon         | Mount Lemmon Survey      |
| 199279 - | 2006 BN40              | 21 de gener de 2006  | Kitt Peak            | Spacewatch               |
| 199280 - | 2006 BE44              | 23 de gener de 2006  | Catalina             | CSS                      |
| 199281 - | 2006 BU44              | 23 de gener de 2006  | Mount Lemmon         | Mount Lemmon Survey      |
| 199282 - | 2006 BS45              | 23 de gener de 2006  | Mount Lemmon         | Mount Lemmon Survey      |
| 199283 - | 2006 BW46              | 23 de gener de 2006  | Mount Lemmon         | Mount Lemmon Survey      |
| 199284 - | 2006 BB47              | 24 de gener de 2006  | Socorro              | LINEAR                   |
| 199285 - | 2006 BP53              | 25 de gener de 2006  | Kitt Peak            | Spacewatch               |
| 199286 - | 2006 BC54              | 25 de gener de 2006  | Kitt Peak            | Spacewatch               |
| 199287 - | 2006 BX54              | 25 de gener de 2006  | Nyukasa              | H. Kurosaki, A. Nakajima |
| 199288 - | 2006 BX56              | 22 de gener de 2006  | Mount Lemmon         | Mount Lemmon Survey      |
| 199289 - | 2006 BO57              | 23 de gener de 2006  | Kitt Peak            | Spacewatch               |
| 199290 - | 2006 BQ58              | 23 de gener de 2006  | Socorro              | LINEAR                   |
| 199291 - | 2006 BB60              | 25 de gener de 2006  | Kitt Peak            | Spacewatch               |
| 199292 - | 2006 BD63              | 21 de gener de 2006  | Palomar              | NEAT                     |
| 199293 - | 2006 BC66              | 23 de gener de 2006  | Kitt Peak            | Spacewatch               |
| 199294 - | 2006 BN68              | 23 de gener de 2006  | Kitt Peak            | Spacewatch               |
| 199295 - | 2006 BQ68              | 23 de gener de 2006  | Kitt Peak            | Spacewatch               |
| 199296 - | 2006 BA76              | 23 de gener de 2006  | Kitt Peak            | Spacewatch               |
| 199297 - | 2006 BB79              | 23 de gener de 2006  | Kitt Peak            | Spacewatch               |
| 199298 - | 2006 BL79              | 23 de gener de 2006  | Kitt Peak            | Spacewatch               |
| 199299 - | 2006 BV79              | 23 de gener de 2006  | Kitt Peak            | Spacewatch               |
| 199300 - | 2006 BB80              | 23 de gener de 2006  | Kitt Peak            | Spacewatch               |